# Wilhelm Hugues
Wilhelm Hugues (* 28. Juli 1905 in Carlshafen; † 18. Dezember 1971 in Hümme) war ein deutscher Bildhauer und Maler. 

## Leben
Hugues hatte hugenottische Vorfahren. Er begann eine Schreinerlehre. Danach studierte er von 1925 bis 1930 an der Kasseler Kunstgewerbeschule Architektur, Malerei, Holz- und Steinplastik bei Professor Hans Sautter. 1937 wurde er unter der Herrschaft der Nationalsozialisten mit einem Berufsverbot belegt und hatte Ausstellungsverbot. Hugues war Soldat und wurde 1949 aus der Kriegsgefangenschaft entlassen.
Nach dem Zweiten Weltkrieg lebte und arbeitete er im heutigen Hofgeismarer Stadtteil Hümme, wo er sein Haus zu einer Künstlerwerkstatt umbaute. Hier entstanden viele seiner Werke, besonders Holz-, Stein- und Gipsplastiken aber auch Metallplastiken, Linolschnitte, Ölmalereien sowie Aquarellbilder. 
Für die Gedenkstätte im nordhessischen ehemaligen KZ Breitenau schuf er 1950 einen Gedenkstein für die von der Gestapo erschossenen Häftlinge, der eine trauernde Frau darstellt.
Er schuf 1966/67 den 30 Meter langen hölzernen Fries an der Empore des Rittersaals im Schloss Spangenberg. Dieser schildert die Geschichte, die Zerstörung und den Wiederaufbau des Schlosses nach dem Zweiten Weltkrieg.
Der größte Teil seines Nachlasses wird im Stadtmuseum Hofgeismar verwahrt.

## Werke
- Trauernde Frau, in Breitenau.
- Zwei Nonnen, bei der Gartenarbeit

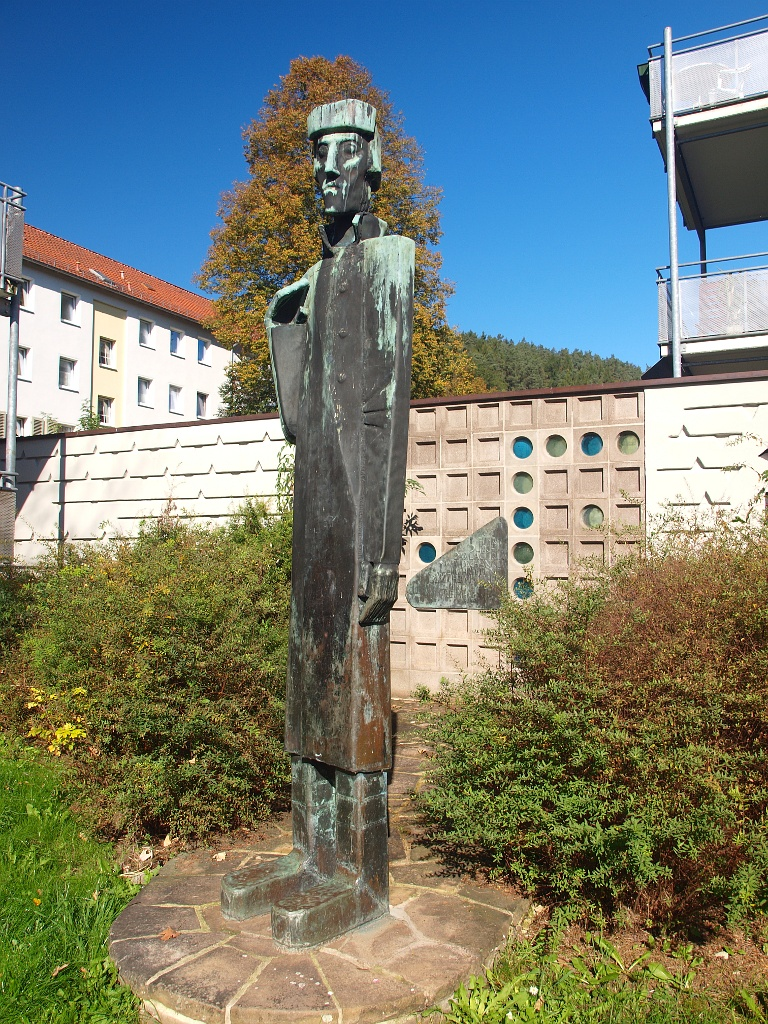
Heimkehrerdenkmal in Bad Hersfeld

- Heimkehrerdenkmal, aus Kupferblech in Bad Hersfeld, Zellersgrund (ehemaliges „Entlassungslager-Waldschänke“)
- Fries „Geschichte, Untergang und Wiederaufbau“ im Rittersaal von Schloss Spangenberg (1966/67)

## Signatur
- W.H

## Ausstellungen
- Kunsthandlung Lometsch Kassel, 1952
- Kunstverein Darmstadt 1965
- Stadtmuseum Kassel, 1999

## Museum
- Stadtmuseum Hofgeismar
- Kassel Staatliches Museum Neue Galerie
- Graphische Sammlung Stadtmuseum Kassel